# Gaspard Monge
Gaspard Monge (født 10. maj 1746, død 28. juli 1818) var en fransk videnskabsmand, som er kendt som ophavsmand til deskriptiv geometri. Han var den første, der tegnede 3D-figurer. Gaspard Monge var desuden for en kort periode marineminister under den franske revolution.